# Воротничковый зуёк
Воротничковый зуёк (лат. Anarhynchus collaris) — вид птиц семейства ржанковых (Charadriidae). Он обитает на побережьях морей и берегах рек от тропической до умеренной Америки, от центральной Мексики на юг до Чили и Аргентины.
Этот маленький зуек длиной 18 сантиметров и весом 35 граммов. Окраска спины и кроющие крыльев рыжевато-коричневые, брюшко и бока белые во всех нарядах. У взрослых на груди черное ожерелье. У самца белый лоб, окаймленный сверху довольно широкой черной полосой в верхней части лба, а снизу он ограничен черной уздечкой от клюва до глаза. Темя и затылок каштановые, а ноги желтые. В полете видны темные маховые с белой перемычкой, а на крайних рулевых перьях хвосте видны белые отметины.
Самка воротничкового зуйка обычно очень похожа на самца, но некоторые самок можно отличить от самцов по коричневому оттенку на черных участках участках оперения. У неполовозрелых птиц черный цвет на голове отсутствует, а полоса на груди заменена коричневыми пятнами с каждой стороны груди. Крик — резкий металлический звук пиип.
Два симпатрических вида Charadrius очень похожи: снежный зуек по размеру и строению похож на этот вид, но он светлее сверху, имеет темные ноги и никогда не имеет полного нагрудного ожерелья. Перепончатопалые галстучники крупнее, более толстоклювы и имеют более светлый ошейник. 
Воротничковый зуёк встречается на песчаных морских побережьях, на дельтовых илистых отмелях, по берегам рек внутри континента и в открытых песчаных саваннах. Гнездится от юга Мексики до Центральной Америки и большей части Южной Америки. Он также встречается на некоторых южных островах Карибского моря, а также на Тринидаде и Тобаго. Похоже, что они в основном ведут оседлый образ жизни, хотя есть некоторые свидетельства ограниченных сезонных перемещений. Воротничковый зуёк питается насекомыми и другими беспозвоночными, которых они добывают то перемещаясь по отмели бегом, то останавливаясь и затаиваясь, а не постоянным зондированием как некоторых другие кулики. Этот вид редко образует стаи. Обычно достаточно острожный.
Время размножения варьируется в зависимости от местоположения: с ноября по декабрь в западной Мексике с марта по июнь в Коста-Рике в январе в Венесуэле и в марте в низинах Эквадора. Демонстрация ухаживания самца включает распушение перьев на груди и бег за самкой; у вида не известны воздушные демонстрации. Гнездо — это открытая ямка, вырытая выше линии прилива или уровня поднятия воды на побережье и по берегам рек, островов или внутри страны, часто оказываются рядом с невысоким укрытием, например, пучками травы. Кладка — два бледно-желтых яйца с коричневыми пятнами.  Подобно многим видам, гнездящимся на земле, взрослые особи отводят от гнезда и птенцов при опасности, имитируя поведение раненой птицы со  сломанным крылом.